# 2,4-dinitrofenylhydrazine

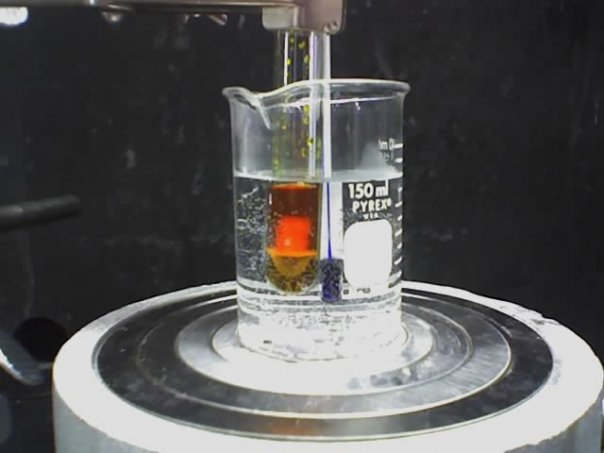
De reactie van 2,4-dinitrofenylhydrazine met 2-heptanon geeft een oranje neerslag en wijst dus op de aanwezigheid van een carbonylgroep.

2,4-dinitrofenylhydrazine is een organische verbinding met als brutoformule C6H6N4O4. De verbinding is relatief wrijvings- en schokgevoelig: bij schokken kan ze exploderen. De rood-oranje stof wordt meestal vochtig geleverd, om het risico op explosies te verminderen.
2,4-dinitrofenylhydrazine is een derivaat van hydrazine en wordt vaak toegepast in de kwalitatieve test voor carbonylgroepen in aldehyden en ketonen. Het gevormde hydrazon werd in het verleden vaak toegepast als identificatie van het betreffende aldehyde of keton.

## Synthese
2,4-dinitrofenylhydrazine is commercieel beschikbaar in de vorm van vochtig poeder. De stof kan bereid worden uit hydrazinesulfaat en 1-chloor-2,4-dinitrobenzeen:

## Brady's test
2,4-dinitrofenylhydrazine kan gebruikt worden in de aantoningsreactie van de carbonylgroep in ketonen en aldehyden. Een positieve test wordt aangegeven door een geel of rood neerslag, de gevormde verbinding wordt een dinitrofenylhydrazon genoemd. Als de carbonylverbinding aromatisch is, zal het neerslag rood zijn. Alifatische verbindingen zullen een geel neerslag geven. De reactie tussen 2,4-dinitrofenylhydrazine en een keton is hieronder weergegeven:
RR'C=O + C6H3(NO2)2NHNH2 → C6H3(NO2)2NHNCRR' + H2O
Deze reactie kan als een condensatiereactie beschreven worden: twee moleculen worden gekoppeld onder verlies van water. Een andere mogelijkheid is de reactie als een additie-eliminatiereactie te beschrijven: nucleofiele additie van de aminegroep aan de carbonylgroep, gevolgd door de eliminatie van een watermolecule.
Het reactiemechanisme wordt hieronder weergegeven:
Kristallen van verschillende hydrazonen hebben karakteristieke smelt- en kookpunten, waardoor verschillende stoffen herkend kunnen worden via de derivatisering. In 1926 werd door Brady en Elsmie het gebruik van 2,4-dinitrofenylhydrazine ontwikkeld voor het bepalen van de identiteit van aldehyden en ketonen. Sinds de jaren '80 van de 20e eeuw is deze methode in onbruik geraakt ten gunste van spectroscopische technieken als NMR.
Dinitrofenylhydrazine reageert niet met andere functionele groepen waarin een carbonylgroep voorkomt, zoals carbonzuren, amiden en esters. In deze verbindingen is het verlies van de delocalisatie-energie in de eerste stap van de reactie een belemmering voor het optreden ervan.